# Kothihalli Kaval, Tumkur
Kothihalli Kaval là một làng thuộc tehsil Tumkur, huyện Tumkur, bang Karnataka, Ấn Độ.